# Pectodens zhenyuensis
Pectodens zhenyuensis — викопний вид архозавроподібних плазунів, що існував у тріасовому періоді (244 млн років тому).

## Назва
Родова назва Pectodens перекладається як «гребінчастий зуб» і є посиланням на форму зубів. Вид P. zhenyuensis названий на честь палеонтолога Чженью Лі, який допоміг знайти рештки тварини.

## Скам'янілості
Скам'янілі рештки виду знайдені у відкладеннях формації Гуаньлін у провінції Юньнань на півдні Китаю. Голотип складається з добре збереженого, майже повного скелета, який скам'янів у двох блоках породи. Відсутні лише частина тазу, ліва стегнова кістка та один шийний хребець. Голотип зберігається в Інституті палеонтології хребетних та палеоантропології у Пекіні.

## Опис
Невелика струнка рептилія завдовжки 38 см. Череп завдовжки 26 мм. Численні конічні зуби на щелепах утворюють гребінчасту структуру. У тварини були надзвичайно довгі шия та хвіст. У Pectodens було 66-68 хребців, з них 11-12 шийних, 11-13 спинних, 2 крижових та 41 хвостовий.
Розвинені суглоби кінцівок та кігті вказують на наземний спосіб життя. Скам'янілості виду знайдені у морських відкладеннях, що, можливо, вказує на те, що вид жив на узбережжі.